# Tartana
Tartana je trgovački brod koji se lako mogao prilagoditi u ratni, a masovno se gradila u 18. stoljeću. Duga 18,5 metara, imala je gaz manji od 2 metra zbog trgovine uzduž albanske obale i u mletačkim lagunama. Veće tartane krcale su 150-250 tona, srednje 100-150, a male 10-30 tona tereta. Tartana je imala snast tako podešenu da se vrlo lako moglo zamijeniti latinska s križnim jedrima. Kao i šambek mogla je ploviti uz vjetar. Šambek je tipičan mediteranski jedrenjak koji se gradi i u dubrovačkim brodogradilištima od 15. do 19. st. To je izrazito vitak i brz tropalubni jedrenjak s tri jarbola i s latinskim jedrima, izuzetnih manevarskih sposobnosti i brzine, a posada broji oko 30 ljudi od toga 10-12 za navigaciju. Velika latinska jedra davala su mu veliku brzinu, no otežavala manevriranje, ali je mogao ploviti uz vjetar što mnogi tadašnji brodovi nisu, a manevar se mogao izvoditi i veslima. Vrlo često se koristio kao ratni brod, a često su ga koristili i Berberski korsari.

## Vanjske poveznice
- Tartana Hrvatska tehnička enciklopedija, portal hrvatske tehničke baštine. LZMK